# Jestřábník labský

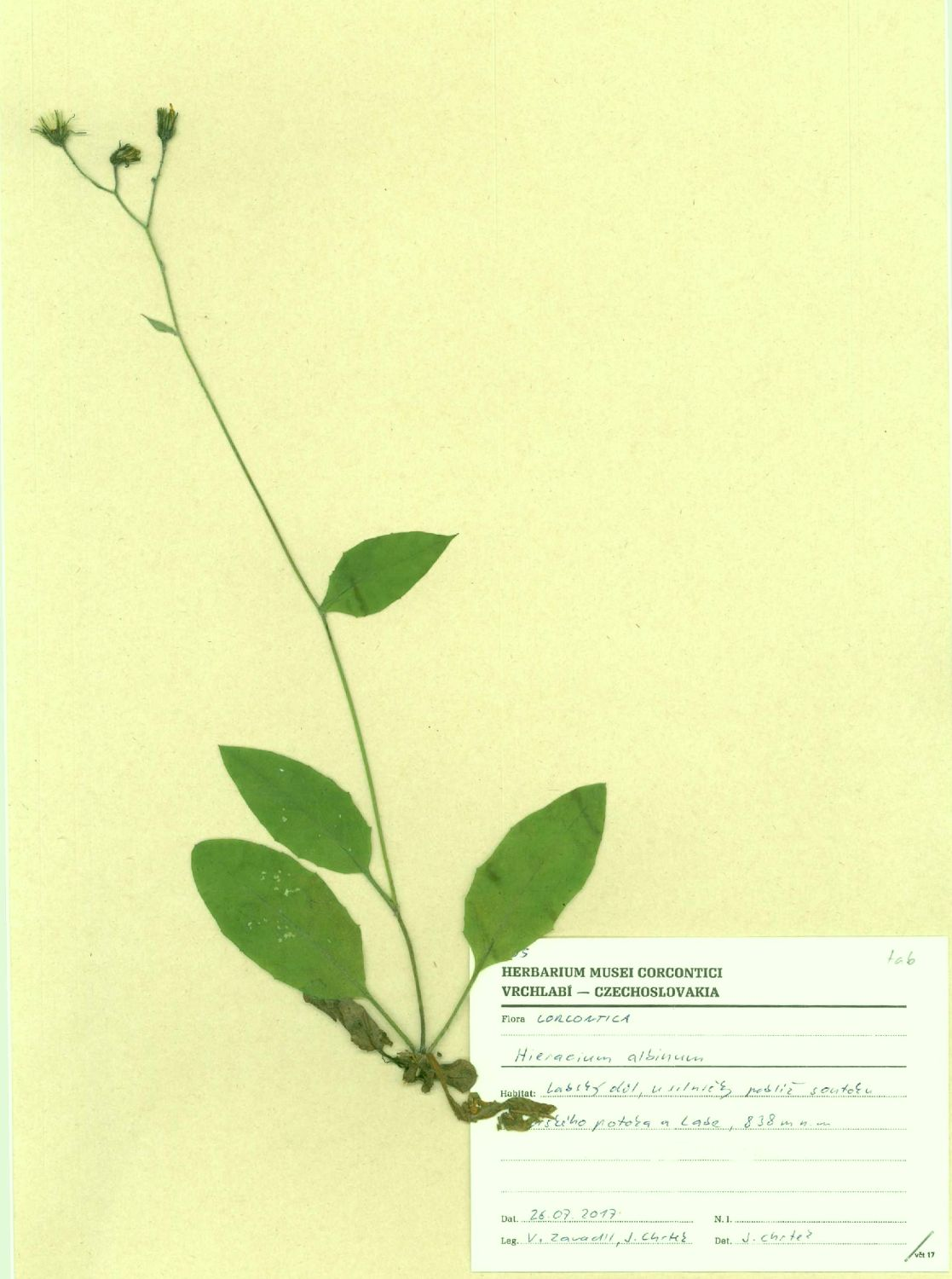
Herbářová položka jestřábníku labského

Jestřábník labský (Hieracium albinum) je druh rostliny z čeledi hvězdnicovité. Je to žlutě kvetoucí vytrvalá bylina s přízemní růžicí listů a chudě olistěnou lodyhou. Pro druh jsou charakteristické zejména přisedlé až mírně objímavé horní lodyžní listy a ochlupení zákrovu, v němž chybějí jednoduché chlupy. V taxonomii jestřábníků je řazen do okruhu Hieracium umbrosum agg. (H. murorum > H. prenanthoides). Je to endemit Krkonoš a velmi vzácný druh, který byl v minulosti dokonce považován za vyhynulý.

## Popis
Jestřábník labský je vytrvalá bylina s přízemní růžicí listů a olistěnou lodyhou, dorůstající výšky až 60 cm. Přízemní růžice je v době květu složena ze 2 až 5 řapíkatých, vejčitých až okrouhlých listů. Lodyžní listy jsou většinou 2 až 3, řidčeji až 6. Spodní lodyžní list je křídlatě řapíkatý, většinou vejčitý, na okraji drobně oddáleně zubatý (někdy jen s mukronátními žlázkami), na bázi klínovitý, na vrcholu tupě špičatý, zaokrouhlený nebo hrotitý. Nejvyšší lodyžní list je přisedlý, na bázi mírně objímavý a obvykle celokrajný. Úbory jsou v počtu 3 až 15 nebo i více, uspořádané do volného vrcholíku s mírně obloukovitými větvemi. Stopky úborů jsou černozelené, s hustými stopkatými žlázkami a četnými hvězdovitými chlupy. Zákrovní listeny jsou tmavé (vnitřní světleji lemované) a poměrně úzké, s četnými stopkatými žlázkami a řídkými hvězdovitými chlupy. Jednoduché chlupy na stopkách úborů i na zákrovních listenech chybějí. Květy jsou žluté. Na vrcholu korunních ligul jsou ojedinělé kratičké chlupy. Blizny jsou na pohled černé. Kvete od července do srpna. Nažky jsou tmavě červenohnědé.

## Rozšíření
Jestřábník labský je endemit Krkonoš. Je to druh velmi vzácný. Na české straně bylo historicky známo 8 lokalit, na polské straně 6 lokalit. Druh byl v černém a červeném seznamu cévnatých rostlin Krkonoš z roku 2009 veden v kategorii A1 (vyhynulé druhy). Později byl znovu nalezen na 2 lokalitách na české straně a na jedné lokalitě na polské straně pohoří.

## Taxonomie
Druh Hieracium albinum je řazen do okruhu Hieracium umbrosum agg. Tento taxon zahrnuje jestřábníky nesoucí znaky Hieracium murorum a Hieracium prenanthoides, stojící morfologicky blíže H. murorum (formule H. murorum > H. prenanthoides). Do skupiny Hieracium umbrosum agg. je řazeno celkem 23 druhů, které jsou rozšířeny především v Alpách, v menší míře i v Pyrenejích, Apeninách, Balkánských pohořích, Karpatech, Sudetech, Skandinávii a na Korsice. V České republice je tato skupina zastoupena pouze druhem Hieracium albinum. Nejblíže příbuzným a také nejpodobnějším druhem je v rámci české květeny druh Hieracium pseudalbinum, řazený do okruhu Hieracium juranum agg. (formule H. murorum ≤ H. prenanthoides).

## Rozlišovací znaky
Od běžných druhů jestřábníků s přízemní růžicí listů a olistěnou lodyhou (jestřábník zední, jestřábník Lachenalův, jestřábník obecný aj.) se jestřábník labský zřetelně odlišuje přisedlými a na bázi mírně objímavými horními lodyžními listy, které zřetelně upomínají na jestřábník věsenkovitý v rodokmeni.
V rámci české květeny je nejpodobnějším druhem jestřábník licholabský (Hieracium pseudalbinum). Odlišuje se zejména větším počtem lodyžních listů a tvarem listové čepele. Od ostatních horských krkonošských druhů s přisedlými lodyžními listy (jestřábník Wimmerův, jestřábník sudetský aj.) lze jestřábník labský jednoznačně odlišit podle nepřítomnosti jednoduchých chlupů na zákrovech. Charakteristický je pro něj také relativně malý počet lodyžních listů.